# Rapperswil-Jona
Rapperswil-Jona é uma comuna da Suíça, situada no distrito de See-Gaster, no cantão de São Galo. Tem 22,17 km² de área e sua população em 2018 foi estimada em 26.995 habitantes.
Foi criada em 1 de janeiro de 2007, a partir da fusão das antigas comunas de Rapperswil e Jona.